# Mourasuchus pattersoni
Mourasuchus pattersoni es una especie de aligatórido, perteneciente al género Mourasuchus. Esta nueva especie fue encontrada en los antiguos estratos y depósitos de la formación Urumaco de Venezuela, estos estratos son datados del Mioceno superior. Ha sido unos de los crocodiliformes más peculiares encontrados. Fue nombrado por Cidade et al., 2017.

## Características

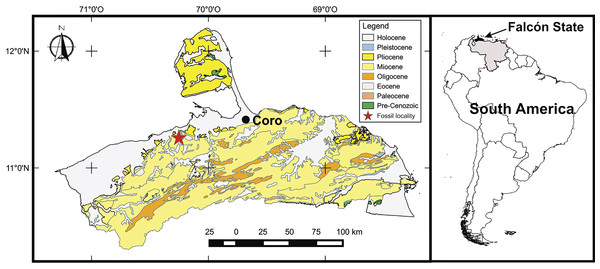
Mapa del estado venezolano de Falcón mostrando la localidad fósil dentro de los yacimientos del Mioceno.

Posee un enorme cráneo, con una enorme mandíbula, un hueso yugal ancho y un incisivo circular. Está mucho más emparentado con otros de su mismo género (Mourasuchus), como el M. amazonensis y otro espécimen sin nombrar, catalogado como UFAC-1424 (este espécimen sin nombrar fue atribuido a M. nativus). A pesar de tener un cráneo relativamente grande, este depredador pudo cazar a sus víctimas de una forma mucho más eficientemente y fácil, aparte pudo haber cazado bastantes criaturas pequeñas. También había otros dos depredadores miocénicos muy distintivos de América del Sur, el otro depredador "apex" Purussaurus y otro no identificado. Actualmente, los restos fósiles se encuentran en el Museo de Ciencias Naturales de Caracas (MCNC) (Venezuela).